# Биафра
Република Биафра е държава, просъществувала в периода от 1967 г. до 1970 г., без да получи международно признание. Тя е била разположена в югоизточната част на Нигерия и разполагала с богати залежи от нефт.
Република Биафра възниква в хода на Нигерийската гражданска война. През 1966 г. е направен опит за държавен преврат в Нигерия, при който е убит министър-председателят Абубакар Тафава Балева. Следват погроми над християните от етническата група ибо и ибибио. Това предизвиква висши военни от групата ибо да обявят югоизточната част на Нигерия за независима под името Биафра. Следва кървава гражданска война, в която загубват живота си около 2 милиона души. Сепаратистите са поддържани, макар и неофициално, от Франция, Португалия и тогавашната Южноафриканска република, а централното правителство – от Великобритания и Съветския съюз. Републиката просъществува до 15 януари 1970 г., когато отново е включена към Нигерия.
Името Биафра произхожда от наименование на залив, част от големия Гвинейски залив. Столица на Биафра е град Енугу.